# Hammerhof (Neunburg vorm Wald)
Hammerhof ist ein Ortsteil der Stadt Neunburg vorm Wald im Landkreis Schwandorf Bayern.

## Geographie
Hammerhof liegt circa vier Kilometer nördlich von Neunburg vorm Wald am Südosthang des 572 Meter hohen Warbergs.

## Geschichte
Der namensgebende Hammerhof gehörte zum Eisenhammer in Hammerkröblitz, das Teil des Ortsteils Kröblitz ist.
Hammerhof war Teil der Pfarrei Neunburg vorm Wald und bestand am 23. März 1913 aus zehn Häusern und zählte 53 Einwohner.
Am 31. Dezember 1990 hatte Hammerhof 17 Einwohner.

## Kultur und Sehenswürdigkeiten
In der Umgebung von Hammerhof befinden sich der Burgstall Warberg und die 1855 erbaute Kapelle Christus auf der Rast.